# IV. Adorján pápa
IV. Adorján (St Albans, 1100 körül – Anagni, 1159. szeptember 1.) uralkodói néven lépett fel Szent Péter trónjára a történelem 169. pápája. Az egyház történetének egyedüli angol származású vezetője igen következetes és szigorú uralkodóként lépett hatalomra. A pápaság jogait és érdekeit mindenkivel szemben védte, amely feszültséget okozott Barbarossa Frigyes birodalma és a Laterán között.   Ötéves  pontifikátusa alatt a pápaság politikai ereje jelentősen megnövekedett Itáliában, de ugyanez vonatkozik Európára is.

A magyar nyelvű szövegek gyakran IV. Hadrián néven említik.

## Életének és pályájának kezdete
Életéről kevés adat áll rendelkezésre.
Apja, Robert Brekspeare pap volt Anglia Bath egyházkerületben, St Albans szerzetese.
Nicholas korai tanulmányait is itt kezdte, a St Albans-i Abbay Schoolban.
Tanulmányait Párizsban folytatta, befejezése után az Arles melletti Szent Rúfusz-kolostor szerzetese lett. Nemsokára apáttá választották, majd Rómába került, és bíborossá nevezte ki III. Jenő pápa Albanóba.
1152 és 1154 között skandináviai megbízott volt, megszervezte az új norvégiai  érsekséget Trondheimben, elismerte Agmla Uppsalát (most Uppsala) a svéd katolikus érsekség székhelyeként Svédországban.
Kompenzációként a dániai Lund érsekség örökös képviseleti jogának megvonására ugyanilyen címet adott a dán és svéd prímásnak.
Visszatérte után pápai elismerésben részesült.
II. Luciusz pápa halála után 1145 III. Jenő pápa került a pápai székbe, aki uralkodása alatt először megerősítette Róma demokratikus alkotmányát, cserébe a rómaiak eltörölték a patriciátust. Miután a papság a nemességgel összefogva nem fogadta el ezt, előbb elhagyta Rómát, majd később elismerte a szenátust és visszatért Rómába. 
Ebben az időben állt élére egy mozgalomnak Bresciai Arnold, ami Rómában is komoly támogatást élvezett. A mozgalom az egyház, a pápa világi hatalma, és az arisztokrácia hatalmának megtörésére indult. 
III. Jenő pápa még halála előtt I. (Barbarossa) Frigyessel megkötötte 1153. március 23-án a konstanzi szerződést, amelyben I. Frigyes megígérte hogy Rómát aláveti a Szentszék uralmának, a normannok és görögök ellen háborút indít Itáliában, cserébe viszont a pápa felajánlotta neki a császári koronát és uralmának támogatását.
I. Frigyes nem titkolt célja volt, hogy az elveszett császári jogokat és igényeket érvényesítse Itáliában.

## Az angol pápa

### A pápai trón megszerzése
Az új  pápa sem volt hajlandó kompromisszumra a rómaiakkal, egész befolyásával fellépett a bresciai reformátor és az általa képviselt irányzatok ellen, Rómát mindaddig kiközösítéssel sújtotta, amíg el nem űzte Bresciai Arnoldot, amit a rómaiak meg is tettek.
I. Frigyes később kiszolgáltatta az időközben kezei közé került Bresciai Arnoldot a pápának, akit a pápa ezek után, mint eretneket megégetett, hamvait a Teverébe szóratta.
1155. június 18-án a pápa kíséretében I. Frigyes bevonult Rómába, és a Szent Péter-bazilikában a pápa császárrá koronázta őt. A rómaiak nem hódoltak be, mint ahogy gondolta, hanem a császár csapatai ellen fordultak, I. Frigyes kénytelen volt elhagyni Rómát, visszatért Németországba.

### A bizánci szövetség
Nem oldódott meg semmi, mindketten továbbra is a kizárólagos földi hatalmat szerették volna biztosítani maguknak, a pápa is, meg I. Frigyes is.
A konstanzi szerződést mindketten megszegték, a pápa a normannokkal szövetkezett, a császár pedig nem szerezte vissza az uralmat a pápának az egyházi birtokok és Róma fölött, valamint a görög császárral szövetkezett.

### Írország
II. Henrik angol király tartott attól, hogy egy megerősödött normann kolónia a riválisa lehet, ezért 1155-ben követeket küldött a pápához, majd a pápa engedélyezte számára, hogy elfoglalja Írországot, és területeket ajánlott számára, ha megállítja az ír egyházban levő korrupciót.

### A császár és a pápa ellentétének kiújulása
I. Frigyes és a pápa vitája is egyre jobban elmérgesedett (a pápa felszólalt a császár püspöki székek kinevezési gyakorlata ellen, a császár pedig a legátusok adókivetése ellen emelt panaszt).
A császár, mint német-római császár a római hatalmat magának követelte, míg a pápa szerint a hatalom Rómában kizárólag Szent Pétert és örököseit illette meg.

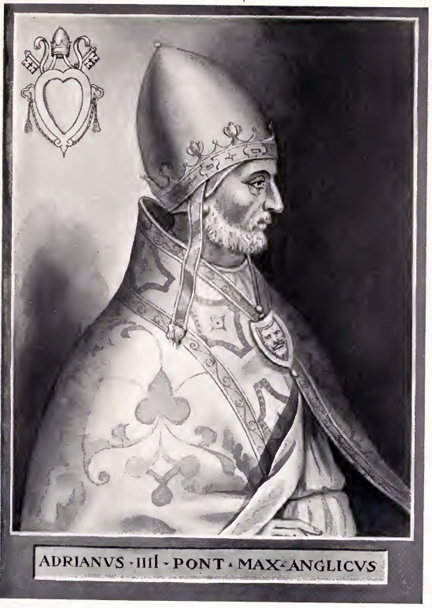
IV. Adorján pápa

Ezek után a pápa 1157 októberében a besanconi birodalmi gyűlésre követeket küldött, (Sienai Roland bíboros személyében), melyen a pápai követeket csak a császár közbelépése mentette meg, hogy megöljék. A pápa levelében levő egyik szó, a „beneficium” jelentésének értelmezése miatt a császár feldühödve 1158. júniusban újabb hadjáratot indított Itália ellen (magyar részvétellel). Milánót hatalma alá vonta, majd 1158 novemberében a roncalai mezőn gyűlést tartott, ahol a bolognai egyetemnek kiváltságokat adott, és számos olyan rendelkezést hozott, mely az egyházat korlátozta, (visszakövetelte a püspökök jogait, és a császárnak korlátlan hatalmat adott minden területen)
Ezek az események a pápát aggodalommal töltötték el, hiszen Itália teljes területének meghódítása után a pápaság nem maradhatott volna meg egyenrangú hatalomnak sem, sőt az önállóságát is elveszthette volna.
Ezért 1159 tavaszán követelte a császártól, hogy ismerje el a pápa teljes felségi jogait Róma fölött. 
A császár ezeket a követeléseket elutasította, ezért a pápa a normannokkal még szorosabbra fogta a szövetségét, tárgyalt a görög császárral is. A pápa I. Frigyes kiközösítésére készült, amikor 1159. szeptember 1-jén egy szerencsétlen, mondhatni abszurd balesetben meghalt.
IV. Adorján konzervatív szemléletű pápa volt, aki az egyház mindenhatóságát képviselte.

## Művei
- Documenta Catholica Omnia (latin nyelven). (Hozzáférés: 2011. december 6.)

## Fordítás
- Ez a szócikk részben vagy egészben  a   Pope Adrian IV című angol Wikipédia-szócikk fordításán alapul.  Az eredeti cikk szerkesztőit annak laptörténete sorolja fel. Ez a jelzés csupán a megfogalmazás eredetét és a szerzői jogokat jelzi, nem szolgál a cikkben szereplő információk forrásmegjelöléseként.

| Előző pápa: IV. Anasztáz | Római pápa 1154 – 1159 | Következő pápa: III. Sándor |